# Diospyros gracilis
Diospyros gracilis är en tvåhjärtbladig växtart som beskrevs av Harold Roy Fletcher. Diospyros gracilis ingår i släktet Diospyros och familjen Ebenaceae. Inga underarter finns listade i Catalogue of Life.